# 1991–1992-es magyar labdarúgókupa
Az 1991–1992-es magyar labdarúgókupa a sorozat 53. kiírása volt. A döntőben az Újpest és a Vác mérkőzött meg. A győzelmet az Újpest szerezte meg.

## Első forduló
| 1. csapat                     | Eredmény    | 2. csapat                |
| ----------------------------- | ----------- | ------------------------ |
| 1991. augusztus 11.           |             |                          |
| Novajidrány                   | 0–5         | Debreceni Kinizsi        |
| Záhony                        | 0–4         | Kazincbarcikai Vegyész   |
| Gyulaháza                     | 1–3         | Borsodi Építők Volán     |
| Baktalórántháza               | 18–0        | Debreceni MTE            |
| Gönci VMSE                    | 1–0         | Bélapátfalva             |
| Nagyhalász                    | 1–1 b.: 2-4 | Debreceni VSC            |
| Ibrány                        | 2–1         | Borsodnádasd             |
| Miskolci VSC                  | 1–0         | Nyíregyházi VSC          |
| Girincs                       | 1–9         | Balmazújváros            |
| Újfehértó                     | 0–3         | Hajdúnánás               |
| Biharkeresztes                | 0–2         | Olefin SC                |
| Salgótarjáni BTC              | 1–4         | Eger                     |
| Gesztely                      | 2–1         | Gyöngyös                 |
| Salgótarjáni Kohász           | 0–1         | Hatvan-Deko              |
| Heves                         | 1–0         | Balassagyarmat           |
| Monor                         | 0–1         | Salgglass-Salgótarján    |
| Röszke                        | 2–8         | Nagyszénás               |
| Kétegyháza                    | 0–3         | Szeged SC                |
| Kunbaja                       | 0–2         | Metripond                |
| Szolnoki Cukor                | 3–1         | Szarvasi Vasas           |
| Makó                          | jn          | Határőr Dózsa            |
| Kiskunhalasi AC               | 1–3         | Békéscsabai Előre FC     |
| Jászapáti                     | 2–1         | Gyomaendrőd              |
| Kecskeméti TE                 | 0–1         | Kaba                     |
| Tószeg KSE                    | 2–6         | Ceglédi Kossuth Honvéd   |
| Csongrád                      | 0–4         | Miske                    |
| Égszöv Medosz                 | 2–6         | Kiskőrös                 |
| Izsák                         | 2–5         | Dunaferr                 |
| Gara                          | 0–3         | Siklós                   |
| Beremend                      | 1–3         | Baja                     |
| Szajk                         | 1–2 hu.     | Kaposvári Rákóczi        |
| Kaposvári Honvéd              | 0–3         | Új Barázda TSZ SE Mohács |
| Kaposfüred                    | 0–2         | Komlói Bányász           |
| Pécsi Postai és Távközlési SE | 2–4         | Nagykanizsai Olajbányász |
| Pacsa                         | 0–5         | Barcs                    |
| Csurgói Spartacus             | 3–1         | Paksi Atomerőmű SE       |
| Bolhás                        | 0–5         | H. Szondi SE             |
| Kaposvári Építők              | 0–3         | Szekszárdi Dózsa         |
| Döbrököz                      | 4–2         | Boglárlelle              |
| Lajoskomárom                  | 1–3         | ESMTK                    |
| Bagod                         | 0–3         | Marcali                  |
| Szentgotthárd                 | 0–4         | Ajkai Bányász            |
| Tapolcai Ifjak AK             | 1–0         | Körmend                  |
| Ajka Hungalu                  | 0–2         | Sabaria-Tipo             |
| Püspökmolnári                 | 1–3         | Tapolcai Bauxitbányász   |
| Herend                        | 0–1         | III. ker. TTVE           |
| Vép                           | 2–6         | Motim TE                 |
| Uraiújfalu                    | 1–3         | Soproni LC               |
| Máriakálnok                   | 0–1         | Celldömölki VMSE         |
| Hegykő                        | 0–8         | Oroszlányi Bányász       |
| Tét                           | 1–1 b.: ?-? | Péti MTE                 |
| Győri Dózsa                   | 5–2         | Volán FC                 |
| Rábapatona                    | 3–2         | Várpalotai Bányász       |
| Betka-MÁV DAC                 | 1–3         | Dorogi Bányász           |
| Csákberény                    | 2–5         | Pénzügyőr                |
| Etyek                         | 1–4         | BKV Előre                |
| Pomáz                         | 5–3         | Tatai HAC                |
| Perkáta                       | 0–5         | Csepel                   |
| Vácszentlászló                | 1–0         | BMTE-Törley              |
| Nagykáta                      | 1–2         | Szolnoki MÁV MTE         |
| Budakeszi                     | ?–?         | Rákosmenti TK            |
| Medosz Erdért                 | 3–6         | Bagi SE                  |
| Nagytétény                    | ?–?         | Dunai Kőolaj             |
| Sülysáp                       | 1–3         | Kecskeméti SC            |

A Makó játék nélkül jutott tovább, mert a Határőr Dózsa megszűnt.

## Második forduló
| 1. csapat              | Eredmény     | 2. csapat                |
| ---------------------- | ------------ | ------------------------ |
| 1991. augusztus 28.    |              |                          |
| Debreceni Kinizsi      | 1–1 b. : 2-3 | Kazincbarcikai Vegyész   |
| Baktalórántházi TSz SE | 1–0          | Borsodi Építők Volán     |
| Gönci VMSE             | 0–3          | Debreceni VSC            |
| Ibrányi SZSE           | 2–1          | Miskolci VSC             |
| Balmazújvárosi SE      | 2–1          | Hajdúnánási Bocskai      |
| Olefin SC              | 2–3          | Eger SE                  |
| Gesztelyi TSz SE       | 0–3          | Hatvan-DEKO              |
| Hevesi SE              | 2–4          | Salgglas                 |
| Nagyszénási TSz SE     | 2–3          | Szeged SC                |
| Metripond              | 2–1          | Szolnoki Cukor           |
| Makó FC                | 0–6          | Békéscsabai Előre FC     |
| Jászapáti SzSE         | 1–2          | Kabai Egyetértés         |
| Ceglédi Kossuth Honvéd | 0–4          | Miske                    |
| Kiskőrösi Petőfi SE    | 2–1          | Dunaferr                 |
| Siklósi Tenkes SE      | 0–1          | Bajai FC                 |
| Kaposvári Rákóczi FC   | 0–2          | Új Barázda TSz SK Mohács |
| Komlói Bányász         | 1–3          | Nagykanizsai Olajbányász |
| Csurgói SE             | 0–1          | Barcsi SE                |
| Szondi-Waltham         | –            | Szekszárdi Dózsa         |
| Döbröközi TSz SK       | –            | ESMTK                    |
| Marcali VSE            | 1–2          | Ajkai Bányász            |
| Tapolcai Ifjak AK      | 0–4          | Sabaria-Tipo             |
| Tapolcai Bauxitbányász | 1–1 b.: 4-5  | III. kerületi TTVE       |
| Motim TE               | 0–6          | Soproni LC               |
| Péti MTE               | 1–2          | Győri Dózsa              |
| Celldömölki VMSE       | 1–0          | Oroszlányi Bányász       |
| Rábapatonai SE         | 1–6          | Dorogi Bányász           |
| BKV Előre SC           | –            | Pénzügyőr                |
| Pomázi SE              | –            | Csepel                   |
| Vácszentlászlói TSz SK | 0–0 b.: 4-5  | Szolnoki MÁV MTE         |
| Budakeszi Petőfi SE    | –            | Bagi SE                  |
| Dunai Kőolaj           | 1–2          | Kecskeméti SC            |

## Harmadik forduló
| 1. csapat           | Eredmény    | 2. csapat                |
| ------------------- | ----------- | ------------------------ |
| 1991. szeptember 4. |             |                          |
| Baktalorántháza     | 2–1         | Kazincbarcika            |
| Ibrány              | 2–1         | Debreceni VSC            |
| Balmazújváros       | 2–0         | Eger                     |
| Hatvani-DEKO        | 3–0         | Salglass                 |
| Metripond           | 1–0         | Szeged                   |
| Békéscsaba          | 2–0         | Kaba                     |
| Kiskőrös            | 0–0 b.: 4-5 | Miske                    |
| Baja                | 1–1 b.: 2-4 | Új Barázda TSZ SE Mohács |
| Barcs               | 1–4         | Nagykanizsai Olajbányász |
| Szekszárdi Dózsa    | 3–2 hu.     | Erzsébeti SMTK           |
| Ajkai Bányász       | 2–1         | Sabaria-Tipo             |
| III. kerületi TTVE  | 2–0         | Soproni LC               |
| Celldömölk          | 3–0         | Győri Dózsa              |
| Pénzügyőr           | 1–1 b.: ?-? | Dorog                    |
| Csepel SC           | 3–1         | Szolnok MÁV MTE          |
| Bag                 | 4–1         | Kecskeméti SC            |

## Negyedik forduló
| 1. csapat            | Eredmény    | 2. csapat        |
| -------------------- | ----------- | ---------------- |
| 1992. február 29.    |             |                  |
| Balmazújváros        | 2–3 hu.     | Veszprém FC      |
| Békéscsaba           | 3–0         | Tatabánya        |
| Csepel               | 2–2 b.: 1-4 | Kispest Honvéd   |
| Hatvan-Deko          | 2–6         | Ferencvárosi TC  |
| Ibrányi SZSE         | 1–1 fsz     | Siófok           |
| Mohács               | 4–3         | BVSC             |
| Pénzügyőr            | 0–2         | Újpesti TE       |
| 1992. március 1.     |             |                  |
| Ajkai Bányász        | 1–3         | Haladás          |
| Baktalórántháza      | 2–0         | Diósgyőr         |
| Bagi FC              | 2–2 b.: 4-2 | Vasas            |
| Celldömölk           | 0–7         | Vác FC           |
| III. Kerületi TTVE   | 0–1         | Pécsi MSC        |
| Hódmezővásárhelyi LC | 1–3         | MTK              |
| Miskei TSZ SK        | 0–4         | Győri Rába ETO   |
| Nagykanizsa          | 3–2         | Videoton         |
| Szekszárd            | 2–0         | Zalaegerszegi TE |
| 1992. március 4.     |             |                  |
| Ibrányi SZSE         | 1–3 hu.     | Siófok           |

## Nyolcaddöntő
| 1. csapat                  | Össz. | 2. csapat   | 1. mérk. | 2. mérk. |
| -------------------------- | ----- | ----------- | -------- | -------- |
| 1992. március 4., 11., 18. |       |             |          |          |
| MTK                        | 5–1   | Békéscsaba  | 2–1      | 3–0      |
| Baktalórántháza            | 2–4   | Bag         | 2–2      | 0–2      |
| Kispest Honvéd             | 2–0   | Pécsi MSC   | 1–0      | 1–0      |
| Szekszárd                  | 2–5   | Vác FC      | 1–1      | 1–4      |
| Győri Rába ETO             | 2–2   | Haladás     | 1–0      | 1–2      |
| Mohács                     | 0–2   | Nagykanizsa | 0–1      | 0–1      |
| Ferencvárosi TC            | 1–2   | Újpesti TE  | 1–1      | 0–1      |
| Siófok                     | 4–1   | Veszprém    | 3–1      | 1–0      |

## Negyeddöntő
| 1. csapat            | Össz. | 2. csapat      | 1. mérk. | 2. mérk. |
| -------------------- | ----- | -------------- | -------- | -------- |
| 1992. április 1., 8. |       |                |          |          |
| Győri Rába ETO       | 1–3   | Kispest Honvéd | 0–1      | 1–2      |
| MTK                  | 6–2   | Siófok         | 3–1      | 3–1      |
| Nagykanizsa          | 1–3   | Vác FC         | 0–1      | 1–2      |
| Bagi FC              | 0–5   | Újpesti TE     | 0–0      | 0–5      |

## Elődöntő
| 1. csapat              | Össz. | 2. csapat  | 1. mérk. | 2. mérk. |
| ---------------------- | ----- | ---------- | -------- | -------- |
| 1992. április 15., 22. |       |            |          |          |
| Kispest Honvéd         | 2–3   | Újpesti TE | 2–3      | 0–0      |
| Vác FC                 | 3–1   | MTK        | 0–0      | 3–1      |

## Döntő
| 1992. május 20. 17:00 |

| Újpesti TE   | 1–0 (h. u.)     | Vác FC |
| ------------ | --------------- | ------ |
| Eszenyi 117' | (0–0, 0–0, 0–0) |        |

| Kórház utcai stadion, Békéscsaba Nézőszám: 10 000 Játékvezető: Németh Lajos Asszisztensek: Ring György, Tóth Vencel |

| KA            | 1  | Brockhauser István |     |      |
| V             |    | Aczél Zoltán       |     |      |
| V             |    | Tomka János        |     |      |
| V             |    | Szőnyi Tamás       | 15' |      |
| KP            | 9  | Miovecz Zoltán     |     |      |
| KP            | 8  | Véber György       |     |      |
| KP            | 5  | Petr Kašpar        |     | 118' |
| KP            | 4  | Szlezák Zoltán     |     |      |
| CS            | 7  | Sorin Cigan        |     |      |
| CS            |    | Bácsi Sándor       | 28' | 65'  |
| CS            | 10 | Eszenyi Dénes      | 36' |      |
| Cserék:       |    |                    |     |      |
|               | 14 | Lovász Ferenc      |     | 65'  |
|               |    | Varga Attila       |     | 118' |
| Vezetőedző:   |    |                    |     |      |
| Kovács Ferenc |    |                    |     |      |

| KA          | 1  | Koszta János   |     |      |
| V           |    | Bereczki Péter | 36' |      |
| V           | 2  | Nagy Tibor     |     |      |
| V           |    | Hahn Árpád     |     |      |
| V           |    | Puglits Gábor  | 47' |      |
| KP          |    | Zombori András |     | 71'  |
| KP          | 7  | Kriska Gábor   |     |      |
| KP          | 10 | Simon Antal    |     | 102' |
| KP          |    | Horváth László | 94' |      |
| CS          |    | Orosz Ferenc   |     |      |
| CS          |    | Füle Antal     | 32' |      |
| Cserék:     |    |                |     |      |
|             |    | Romanek János  |     | 71'  |
|             | 15 | Répási László  |     | 102' |
| Vezetőedző: |    |                |     |      |
| Csank János |    |                |     |      |

Az Újpesti TE MK-ban mérkőzésen szerepelt játékosai: Brockhauser István (8) – Aczél Zoltán (8), Balázs Zoltán (6), Bácsi Sándor (6), Sorin Cigan (7), Erdélyi Béla (2), Eszenyi Dénes (8), Petr Kašpar (6), Lovász Ferenc (5), Milisits Imre (1), Miovecz Zoltán (7), Rubold Péter (3), Szabó Gyula (2), Szlezák Zoltán (8), Szőnyi Tamás (1), Tomka János (4), Tiefenbach Tamás (1), Tóth János (3), Varga Attila (3), Véber György (8), Zsivóczky Gyula (4)